# Terminal Aerodrome Forecast
El TAF (TAFOR se llamaba, pero es obsoleto e incorrecto) es un pronóstico del tiempo meteorológico que ocurrirá en un aeropuerto (Terminal Aerodrome Forecasts)
La clave de meteorológica aeronáutica que se usa es similar al METAR. Son pronósticos para determinado aeródromo con un periodo de predicción de 9 a 24 horas dependiendo del país o tipo.

### Código
El ejemplo del siguiente TAF se refiere al aeropuerto de Montreal, Canadá, del 3 de diciembre de 2007 a las 11:41 UTC:
```
TAF CYUL 031141Z 031212 06015G25KT 1/2SM SN VV004 TEMPO 1218 1/4SM 
+SN BLSN VV001 
FM1800Z 08015G25KT 1/2SM -SN BLSN VV003 TEMPO 1822 1SM -SN BLSN 
VV001 
BECMG 2022 24015G25KT 
FM2200Z 24015G25KT 11/2SM -SN VV007 
FM0200Z 25015G25KT 2SM -SN DRSN OVC010 
FM0800Z 25010KT 4SM -SN OVC020 
RMK NXT FCST BY 15Z= 
 
```

Primer periodo:
- TAF: pronóstico de aeropuerto;
- CYUL: código OACI del Aeropuerto Internacional Pierre Elliott Trudeau;
- 031141Z: tiempo de emisión según el formato jjHHHH (03 del mes a las 11:41 UTC);
- 031212: periodo de validez según el formato jjHHhh (de 03 a 12:00 UTC a 12:00 UTC al día siguiente);
- 06015G25KT: viento con la dirección en grados (060) y la velocidad en nudos (15) con ráfagas (G25) al inicio del pronóstico;
- 1/2SM: visibilidad en millas (Statute Mile) (1,609 Km), en este caso 1/2 milla (800 metros);
- SN: precipitación y obstrucción a la visibilidad, en este caso nieve moderada (SN);
- VV004: cobertura y altura de capas nubladas. En este caso, puesto que la visibilidad es baja en la precipitación, la única capa nublada mencionada es la visibilidad vertical (VV) de 400 pies en múltiplos de 100 (004);
- TEMPO 1218 1/4SM +SN BLSN VV001: ocasionalmente (TEMPO) de las 12:00 e 18:00 UTC, la visibilidad será de 1/4 de milla (400 metros) con nieve fuerte (+SN) y nieve que sopla alto (BLSN) con una visibilidad vertical de 100 pies (VV001);

Segundo periodo:
- FM1800Z 08015G25KT 1/2SM -SN BLSN VV003 TEMPO 1822 1SM -SN BLSN VV008 : a partir (FM por from, o sea "desde") de las 18:00 UTC (1800Z), los vientos son de 080 grados a 15 nudos con rachas de hasta 25 nudos (08015G25KT), la visibilidad de media milla para nieve y la nieve que sopla alto (1 / 2MS -SN BLSN) y la visibilidad vertical de 300 pies (VV003).

De vez en cuando entre las 18:00 y las 22:00 UTC (1822) la visibilidad será de una milla de nieve ligera y soplan las condiciones de nieve (1 MS -SN BLSN) y la visibilidad vertical será de 800 pies (VV008);
Tercer periodo:
- BECMG 2022 24015G25KT: entre las 20:00 y las 22:00 UTC los vientos se vuelven (BCMG por becoming) de 240 grados a 15 con rachas de 25 ( 24015G25KT). Las otras condiciones no cambian;

Cuarto periodo:
- FM2200Z 24015G25KT 11/2SM -SN VV007: a partir de las 22:00 UTC los vientos serán de 240 grados a 15 nudos con ráfagas a 25. La visibilidad será de 1,5 millas (2,4 km) con poca nieve con una visibilidad vertical de 700 pies;

Quinto periodo:
- FM0200Z 25015G25KT 2SM -SN DRSN OVC010: a partir de las 02:00 UTC, los vientos serán de 250 grados a 15 nudos con ráfagas a 25. La visibilidad será de 2 millas (3,2 km) en condiciones de poca nieve y soplos de nieve bajos (DRSN); El cielo estará cubierto de nieve a 1000 pies (700 metros) (OVC010... OVC por overcast, "nublado, cubierto");

Sexto periodo:
- FM0800Z 25010KT 4SM -SN OVC020: a partir de las 08:00 UTC, los vientos serán de 250 grados a 10 nudos. La visibilidad será de 4 millas (6,4 km) en condiciones de poca nieve y el cielo se cubrirá a 2.000 pies (700 metros);

Comentario:
- RMK NXT FCST BY 15Z=: el próximo pronóstico será emitido a las 15:00 UTC.

Ejemplos de TAF:
- TAF LEMD 181700Z 1818/1918 02004KT 9999 SCT020 BKN040 TX10/1914Z TN02/1820Z TEMPO 1818/1910 RA BKN020 TEMPO 1822/1909 3000 RA BR OVC010=

- TAF LEBL 181700Z 1818/1918 34008KT 9999 SCT025 TX13/1914Z TN04/1902Z TEMPO 1818/1910 07008KT TEMPO 1900/1918 RA=

- TAF LEPA 181700Z 1818/1918 08005KT 9999 FEW015 SCT030 BKN045 TX13/1912Z TN08/1823Z PROB30 TEMPO 1818/1821 RA TEMPO 1821/1916 RA BKN014 BECMG 1906/1908 20010KT BECMG 1916/1918 33008KT=

- TAF LFPG 181700Z 1818/1924 18010G20KT 3000 -SN BKN006 TEMPO 1818/1820 1000 SN BKN004 BECMG 1822/1824 20005KT 7000 NSW SCT010 BECMG 1907/1909 16005KTBECMG 1909/1911 3000 -SN BKN006 PROB40 TEMPO 1914/1916 1000 SN BKN004 BECMG 1918/1920 30010KT 9999 NSW SCT010 TX01/1901Z=